# Tinodes adhrichta
Tinodes adhrichta är en nattsländeart som beskrevs av Schmid 1972. Tinodes adhrichta ingår i släktet Tinodes och familjen tunnelnattsländor. Inga underarter finns listade i Catalogue of Life.